# Vikash Dhorasoo
Vikash Dhorasoo - em telugu: వికాష్ దొరసూ (Harfleur, 10 de outubro de 1973) é um ex-futebolista francês de origem hindu. Jogava como meio-campista.

## Carreira
Revelado pelo Le Havre em 1993, Dhorasoo atuou durante 5 anos por este clube (137 partidas e 4 gols), e seu desempenho chamou 
a atenção do Lyon, que o contratou em 1998. 
Teve ainda uma rápida passagem de uma temporada pelo Bordeaux, por empréstimo. Atuou por mais 2 temporadas pelo Lyon, antes de chegar ao Milan, seu primeiro clube fora da França.
No Rossonero, o meio-campista jogou apenas um ano, atuando em 12 partidas pela Serie A. Foi, também, uma das opções do banco de reservas do treinador Carlo Ancelotti na final da UEFA Champions League 2004/05, partida vencida de forma histórica pelo Liverpool, onde o clube inglês reverteu um resultado de 3 a 0 em apenas 45 minutos contra o rossonero italiano. Dhorasoo, porém, não entrou em campo.
Fora dos planos para a temporada seguinte, retornou à França, agora para defender o Paris Saint-Germain, onde permaneceu até outubro de 2006. Em setembro, ele fez duras críticas ao treinador Guy Lacombe, em entrevista ao jornal L'Équipe. Um mês depois, seu contrato com o PSG foi encerrado, e Dhorasoo foi despedido pelo clube, sendo o primeiro jogador a ser demitido de um clube francês desde 1973. Inconformado com a decisão, Dhorasoo entrou imediatamente na justiça com um pedido de reparação.
Depois desse episódio, em 3 de julho de 2007 foi anunciado pelo Livorno, segundo clube italiano em sua carreira. No entanto, 3 meses depois, em outubro de 2007, o Livorno rescindiu seu contrato, devido às "diferenças com o clube".
Após a passagem de apenas três meses pelo Livorno, Dhorasoo chegou a negociar sua contratação pelo Grenoble, que na época estava na Ligue 2, a 2ª divisão francesa, mas optou por recusá-la. Após mais 3 meses sem clube, anunciou oficialmente sua aposentadoria em 11 de janeiro de 2008, aos 34 anos de idade.

## Pós-aposentadoria
Em abril de 2009, Dhorasoo manifestou sua vontade em presidir o Le Havre, onde iniciara a carreira de jogador, porém não foi bem-sucedido. 2 meses depois, afirmou que pretendia virar o novo presidente do Sannois, que havia sido rebaixado para o CFA (quarta divisão francesa). A posse do ex-meio-campista no cargo foi oficializada em julho, com planos de virar acionista do clube. No entanto, ele deixou a presidência do Sannois em outubro, por falta de acordo financeiro.

### Seleção nacional
Fez, no total, dezoito partidas pela seleção principal, marcando um gol.
Fez parte do elenco da seleção francesa convocada pelo treinador Raymond Domenech para a Copa do Mundo FIFA de 2006, na Alemanha, onde jogou 2 partidas. Ele já havia sido convocado por Domenech 10 anos antes, para as Olimpíadas 1996, em Atlanta.

## Estatísticas

### Gols pela seleção nacional
| #  | Data                  | Local         | Adversário | Placar | Resultado | Competição      |
| -- | --------------------- | ------------- | ---------- | ------ | --------- | --------------- |
| 1. | 12 de outubro de 2005 | Paris, França | Chipre     | 3-0    | 4-0       | Elim. Copa 2006 |

## Títulos
Lyon
- Coupe de la Ligue: 2000/01
- Trophée des champions: 2002/03 e 2003/04
- Ligue 1: 2002/03

Bordeaux
- Coupe de la Ligue: 2001/02

Paris Saint-Germain
- Coupe de France: 2005/06